# 烟溪站
烟溪站位于湖南省益阳市安化县烟溪镇，是沪昆铁路上的火车站。车站由广州局集团怀化车务段管辖，客运每日有一对慢车停靠，货运仅办理整车木材发送，为安化县木材发送地。
烟溪站作为湘黔铁路的一部分于1959年开工、1961年停工，1970年再次开工并于1972年通车:386，当时站内设有2条到发线、1条正线。1996年复线化时新增一条股道:345。

## 车站结构
烟溪站内设有4条股道、1座旅客候车室和2座旅客站台，部分站场设在烟溪中桥上。车站货场面积2575平方米，设有一条长300米的专用线，办理木材到发业务。车站曾经设有通往715矿的专用线:344。车站上行至渠江站区间为雪峰山隧道。

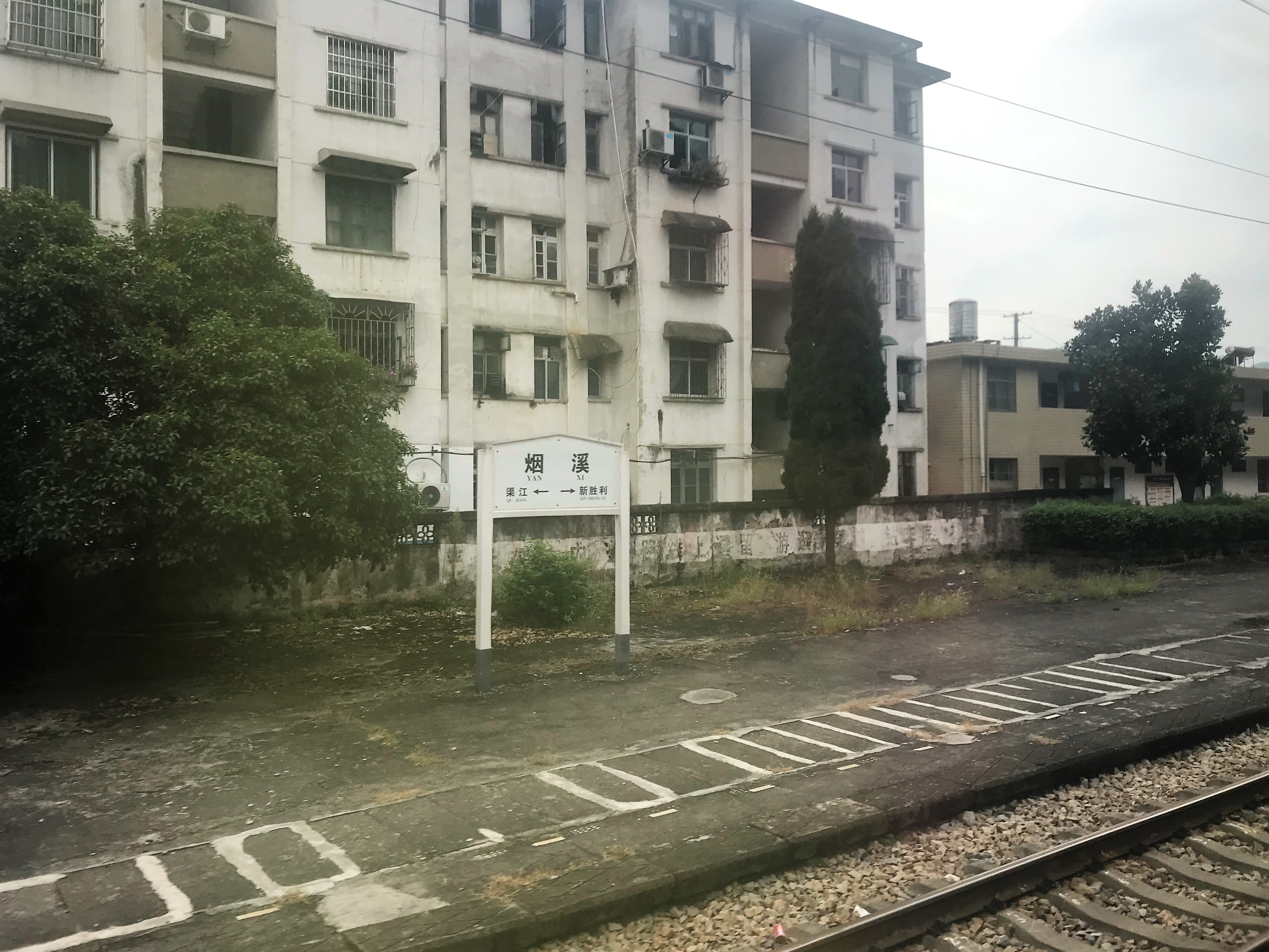
站牌
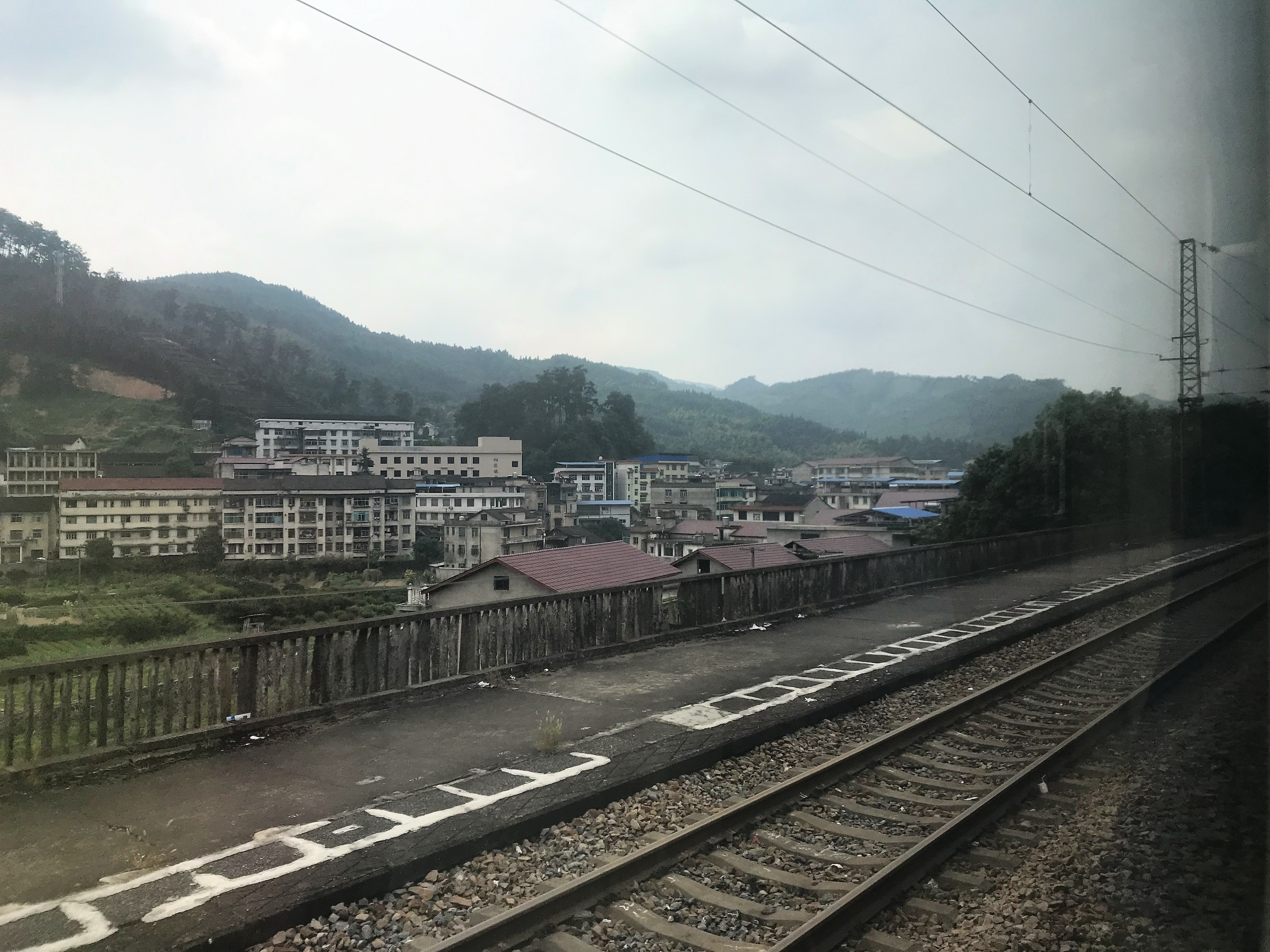
设在桥梁上的站台
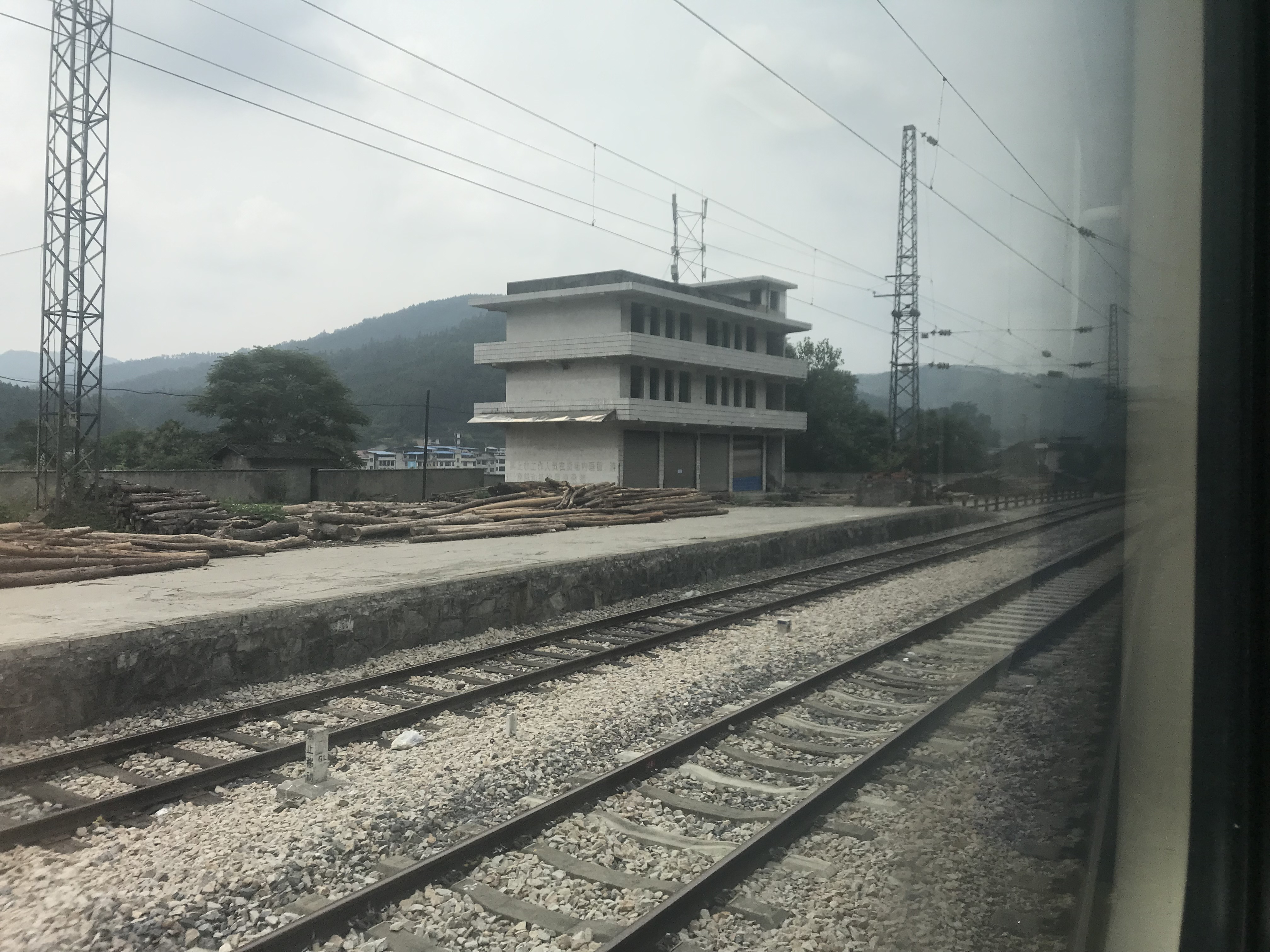
货场
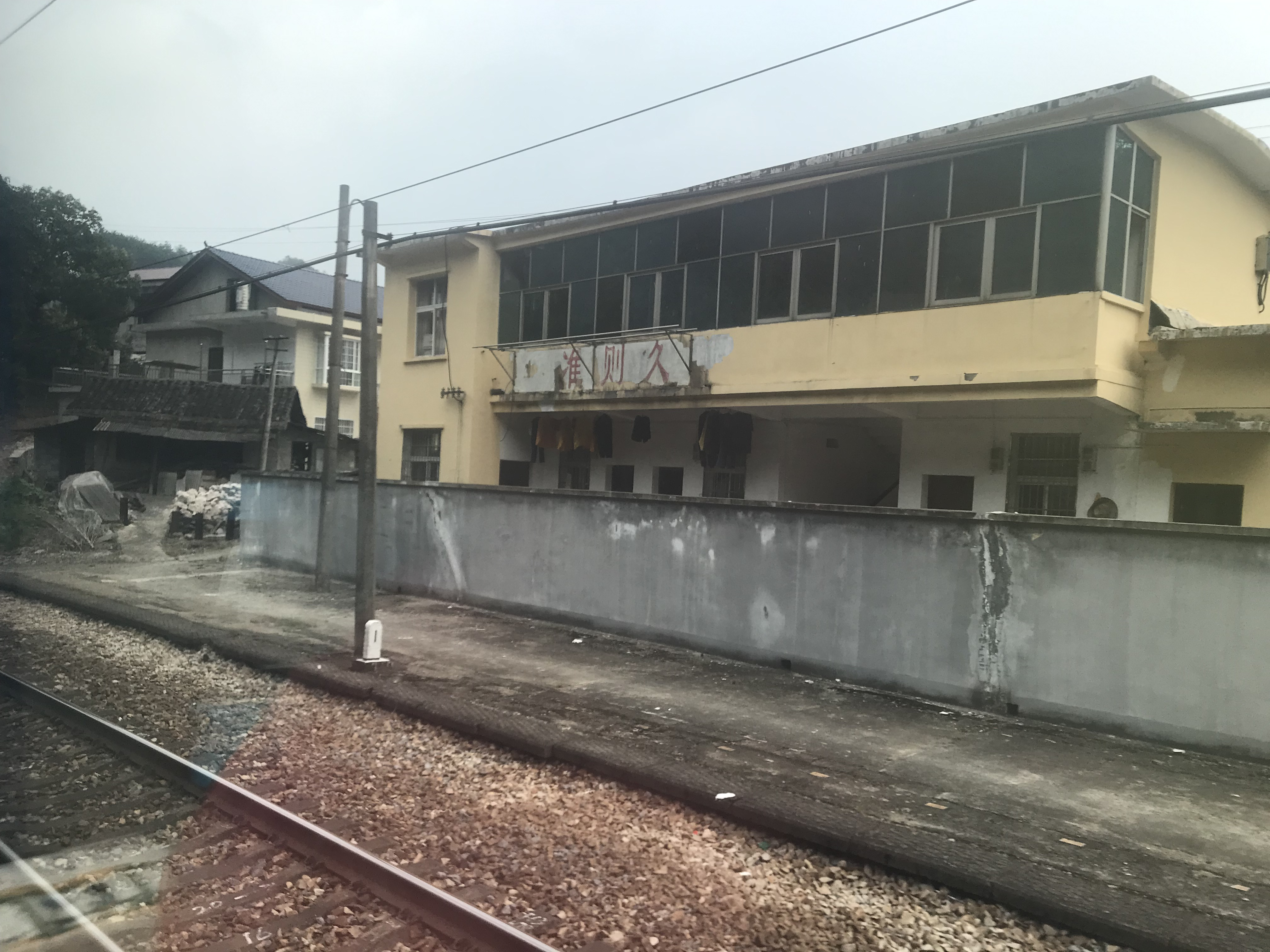
位于车站上行处的娄底工务段雪峰山线路工区